# 11118 Модра
11118 Модра (11118 Modra) — астероїд головного поясу, відкритий 9 серпня 1996 року.
Тіссеранів параметр щодо Юпітера — 3,576.